# Liste du patrimoine mondial au Bangladesh
Cet article recense les sites inscrits au patrimoine mondial au Bangladesh.

## Statistiques
Le Bangladesh accepte la Convention pour la protection du patrimoine mondial, culturel et naturel le 3 août 1983. Les deux premiers sites protégés sont inscrits en 1985 lors de la 9e session du Comité du patrimoine mondial. 
En 2013, le Bangladesh compte 3 sites inscrits au patrimoine mondial, 2 culturel et 1 naturel.
Le pays a également soumis 5 sites à la liste indicative, tous culturels.

## Listes

### Patrimoine mondial
Les sites suivants sont inscrits au patrimoine mondial.
| Site                                    | Division | Type                     | Date | Superficie (ha) | Lien | Notes | Coordonnées                       | Illus. |
| --------------------------------------- | -------- | ------------------------ | ---- | --------------- | ---- | ----- | --------------------------------- | ------ |
| Ruines du Vihara bouddhique de Paharpur | Rajshahi | Culturel (i), (ii), (vi) | 1985 |                 | 322  |       | 25° 01′ 59″ nord, 88° 58′ 59″ est |        |
| Ville-mosquée historique de Bagerhat    | Khulna   | Culturel (iv)            | 1985 |                 | 321  |       | 22° 40′ 01″ nord, 89° 48′ 00″ est |        |
| Les Sundarbans                          | Khulna   | Naturel (ix), (x)        | 1997 | 139 500         | 798  |       | 21° 57′ 00″ nord, 89° 10′ 59″ est |        |

### Liste indicative

#### Sites actuels
Les sites suivants sont inscrits sur la liste indicative du Bangladesh en 2023.
| Site | Division                                              | Type                            | Date | Lien | Notes | Coordonnées | Illus. |
| --- | ----------------------------------------------------- | ------------------------------- | ---- | ---- | --- | --- | ------ |
| Forts moghols des terrains fluviaux de Dacca                                                                        | Dhaka                                                 | Culturel (ii), (iv)             | 2023 | 6675 | Proposé sous le nom Mughal Forts on Fluvial Terrains in Dhaka. Quatre forts : - Fort de Hajiganj (en) - Fort d'Idrakpur (en) - Fort de Lalbagh - Fort de Sonakanda (en) Le fort de Lalbagh faisait déjà l'objet d'une inscription sur la liste indicative depuis 1999. | 23° 38′ 00″ nord, 90° 30′ 46″ est 23° 32′ 51″ nord, 90° 32′ 02″ est 23° 43′ 08″ nord, 90° 23′ 17″ est 23° 36′ 25″ nord, 90° 30′ 43″ est |        |
| Mosquées mogholes du Bangladesh                                                                                     |                                                       | Culturel (ii), (iv)             | 2023 | 6672 | Proposé sous le nom Mughal Mosques in Bangladesh. 30 sites distincts proposés | |        |
| L'Œuvre architecturale de Muzharul Islam (en) : une contribution exceptionnelle au Mouvement Moderne en Asie du Sud | Barisal, Chittagong, Dhaka, Rajshahi, Rangpur, Sylhet | Culturel (ii)                   | 2023 | 6674 | Proposé sous le nom The Architectural Works of Muzharul Islam: an Outstanding Contribution to the Modern Movement in South Asia | |        |
| Paysage culturel du Mahasthan et de la Karatoya (en)                                                                | Rajshahi                                              | Culturel (i), (ii), (iii), (vi) | 2023 | 6671 | Proposé sous le nom Cultural Landscape of Mahasthan and Karatoya River. 56 sites distincts. Remplace une proposition antérieure : « Mahasthangarh et ses environs » | |        |
| Sites archéologiques de Lalmai (en)-Mainamati (en)                                                                  | Chittagong                                            | Culturel (ii), (iv), (v)        | 2023 | 6670 | Proposé sous le nom Archaeological sites of Lalmai-Mainamati. 56 sites distincts. Remplace une proposition antérieure : « Le groupe de monuments de Lalmai (en)-Mainamati (en) »                                                                                       | |        |
| Sites archéologiques du paysage deltaïque du Bangladesh                                                             | Khulna                                                | Culturel (iv), (v)              | 2023 | 6669 | Proposé sous le nom Archaeological Sites on the Deltaic Landscape of Bangladesh. 32 sites distincts. | |        |
| Temples moghols et coloniaux du Bangladesh                                                                          |                                                       | Culturel (ii), (iii), (iv)      | 2023 | 6673 | Proposé sous le nom Mughal and Colonial Temples of Bangladesh 29 sites distincts proposés | |        |

#### Anciens sites
Les sites suivants ont été inscrits sur la liste indicative du Bangladesh avant d'en être supprimés, sans avoir conduit à une protection au patrimoine mondial.
| Site                                                 | Division | Type                             | Dates       | Lien | Notes                                                                         | Coordonnées                       | Illus. |
| ---------------------------------------------------- | -------- | -------------------------------- | ----------- | ---- | ----------------------------------------------------------------------------- | --------------------------------- | ------ |
| Fort de Lalbagh                                      | Dhaka    | Culturel (i), (ii), (iv)         | 1999 - 2023 | 1210 | Remplacé par une proposition plus générale concernant quatre forts moghols.   | 23° 43′ 08″ nord, 90° 23′ 17″ est |        |
| Halud Vihara                                         | Rajshahi | Culturel (ii), (iii), (iv), (vi) | 1999 - 2023 | 1211 |                                                                               |                                   |        |
| Jaggadala Vihara                                     | Rajshahi | Culturel (ii), (iii), (iv), (vi) | 1999 - 2023 | 1212 |                                                                               |                                   |        |
| Le groupe de monuments de Lalmai (en)-Mainamati (en) | Sylhet   | Culturel (ii), (iii), (iv), (vi) | 1999 - 2023 | 1209 | Remplacé en 2023 par « Sites archéologiques de Lalmai (en)-Mainamati (en) »   | 25° 01′ 52″ nord, 88° 58′ 37″ est |        |
| Mahasthangarh et ses environs                        | Rajshahi | Culturel (ii), (iii)             | 1999 - 2023 | 1208 | Remplacé en 2023 par « Paysage culturel du Mahasthan et de la Karatoya (en) » | 24° 57′ 40″ nord, 89° 20′ 35″ est |        |